# 曙橋站
曙橋站（日语：／ Akebonobashi eki */?）是位於日本東京都新宿區住吉町，屬於東京都交通局（都營地下鐵）新宿線的鐵路車站。車站編號是S 03。

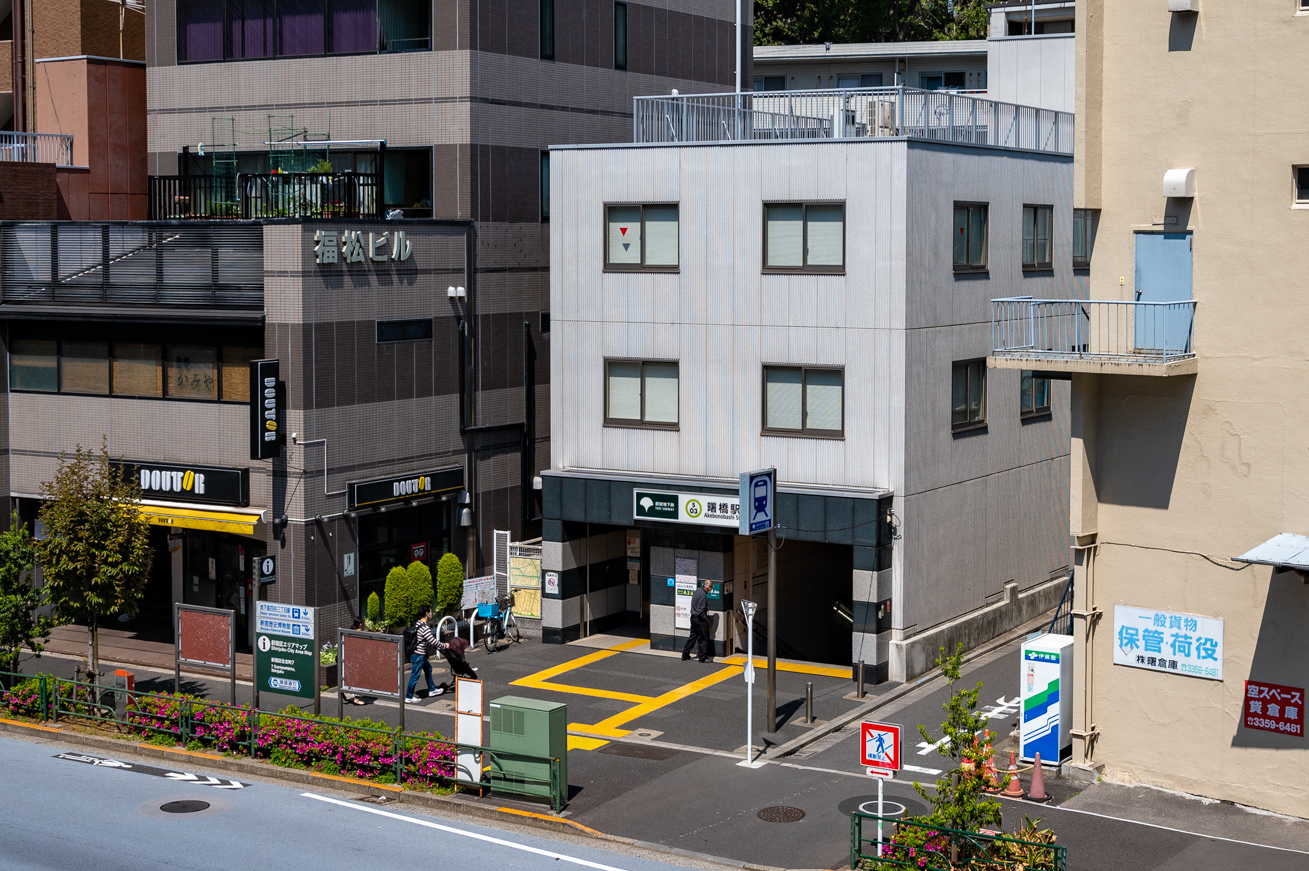
A3出入口（2021年4月）

## 歷史
- 1980年（昭和55年）3月16日：啟用。
- 2011年（平成23年）：無障礙設施完成。

## 車站
本站是相對式月台2面2線的地下車站。出入口共有4個，分別是新宿三丁目站側的A1，A2，市谷站側的A3、A4。從新宿方向往本八幡方向可見月台往右彎。
月台與付費區內大廳之間設有電扶梯與電梯。出入口與付費區內大廳之間設有電扶梯，A3出入口另有電梯。
車站業務委託給東京都營交通協力會。

### 月台配置
| 月台 | 路線   | 目的地                   | 備註                                              |
| ---- | ------ | ------------------------ | ------------------------------------------------- |
| 1    | 新宿線 | 新宿、笹塚、 京王線方向  | 新宿站直通 京王線 （新宿～笹塚站間直通 京王新線） |
| 2    | 新宿線 | 神保町、大島、本八幡方向 |                                                   |

（來源：都營地下鐵:車站構內圖 （页面存档备份，存于））

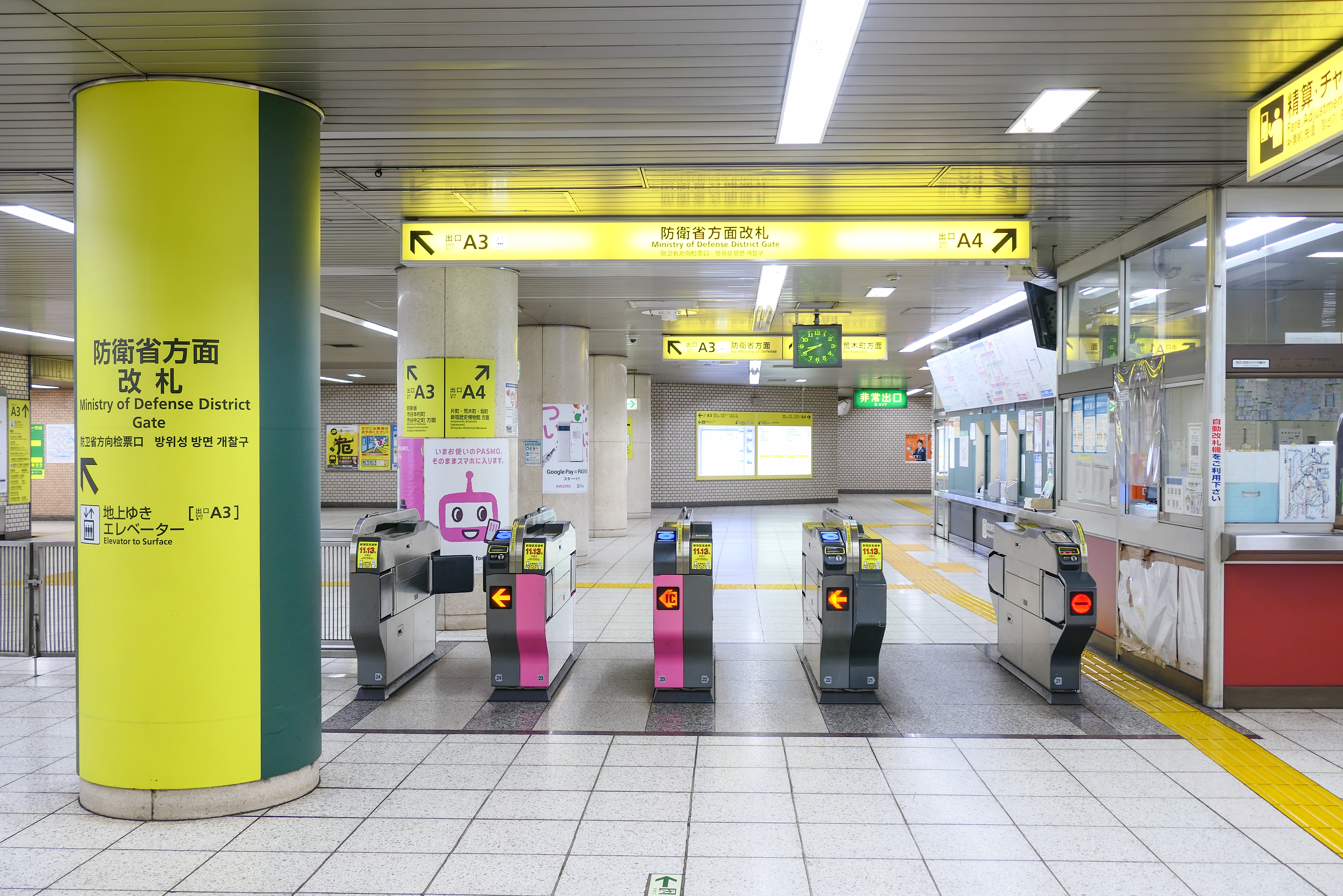
防衛省方向閘口（2022年11月）
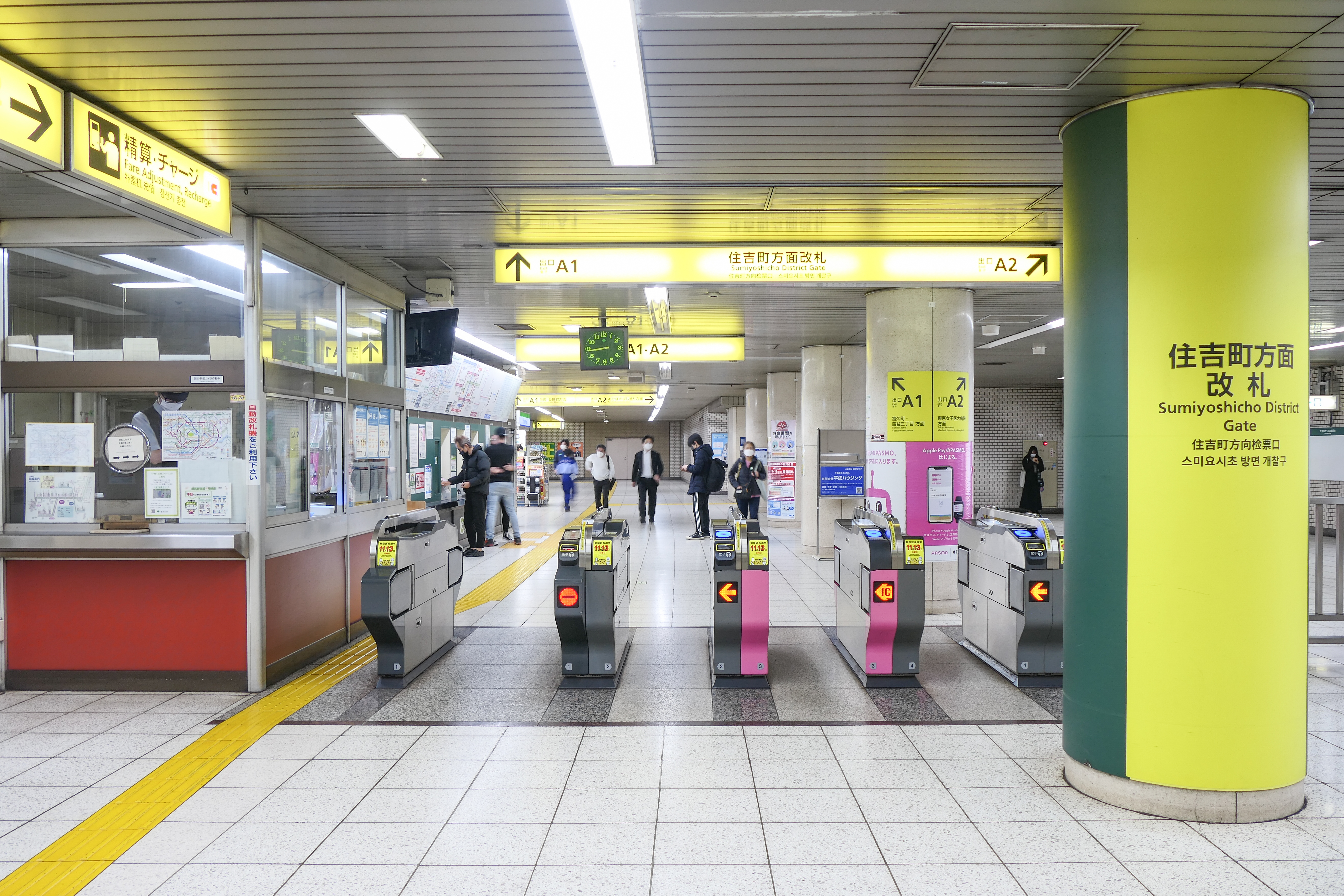
住吉町方向閘口（2022年11月）
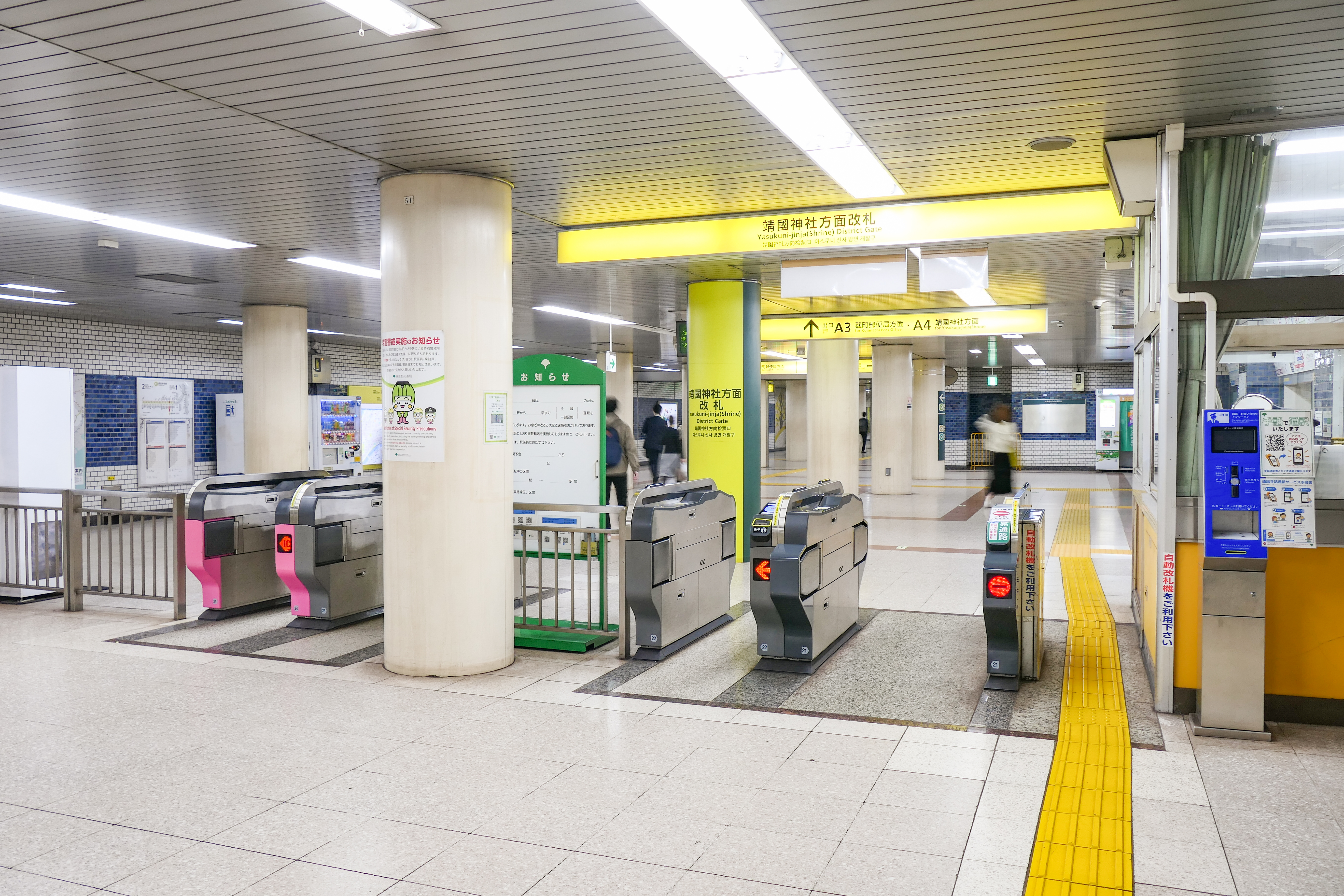
靖國神社方向閘口（2022年11月）
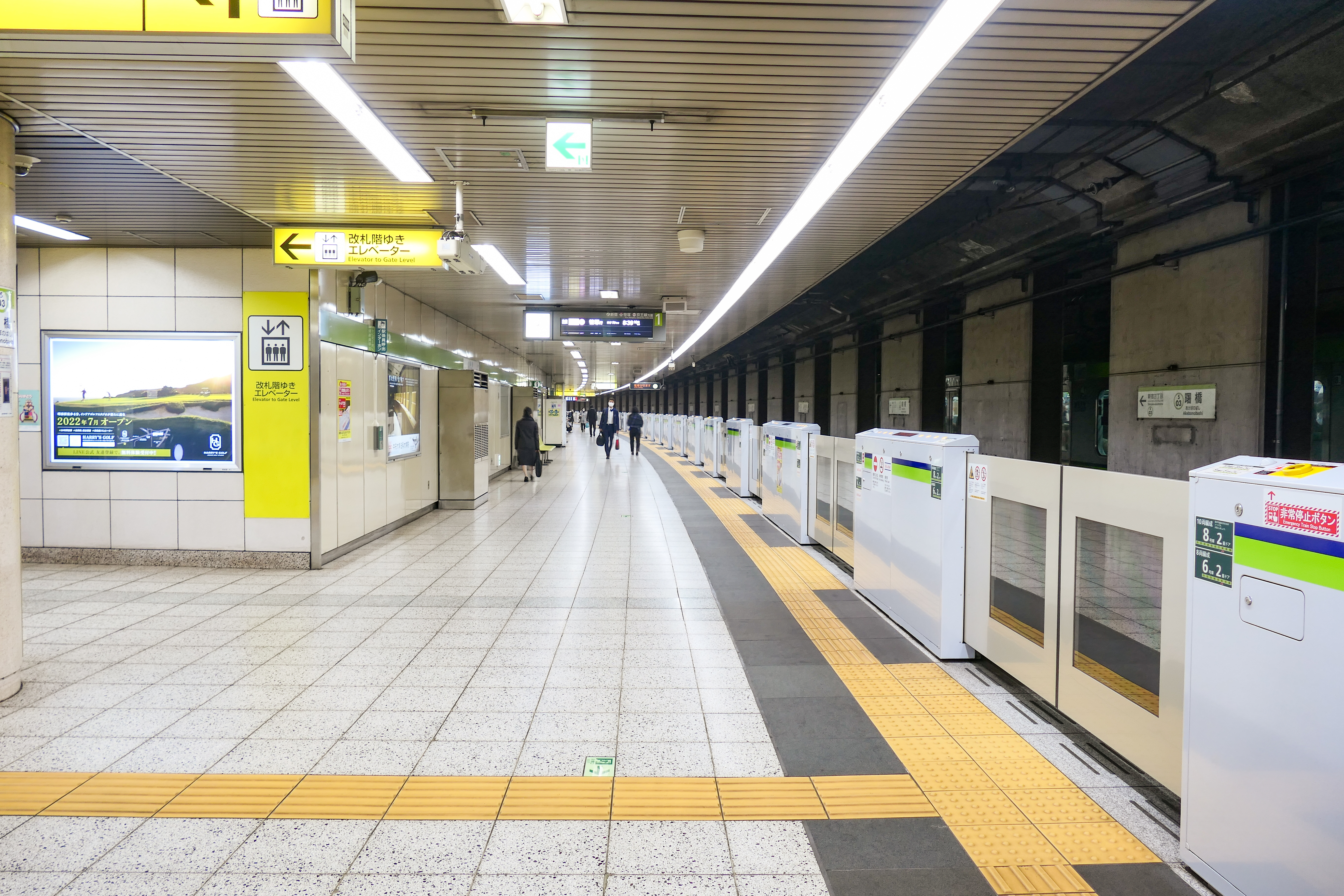
1號月台（2022年11月）
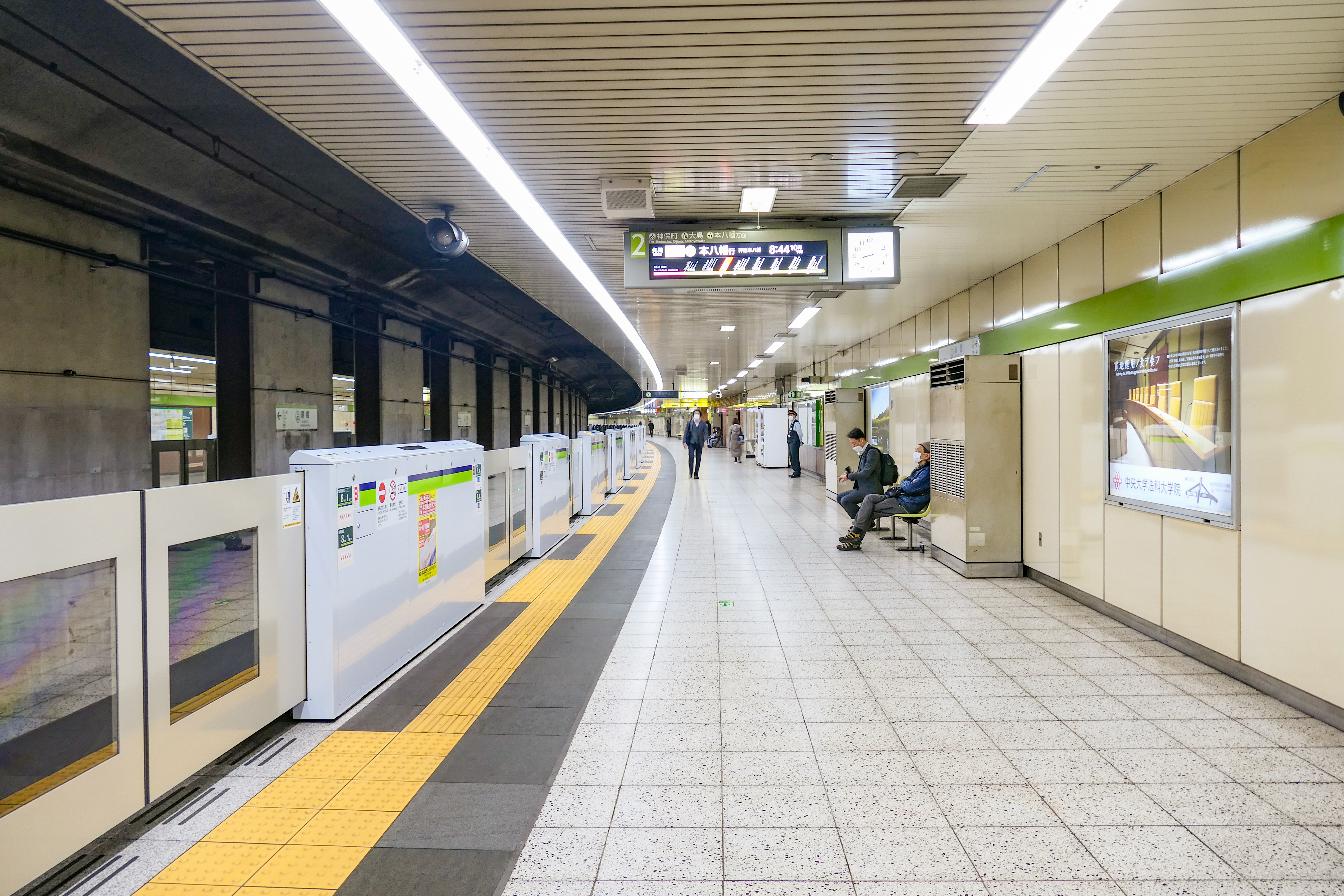
2號月台（2022年11月）

## 利用狀況
2017年度1日平均上下車人次為38,039人（上車人次19,245人，下車人次18,794人）。
各年度1日平均上下車、上車人次如下表。
| 年度               | 1日平均 上下車人次 | 1日平均 上車人次 | 來源     |
| ------------------ | ------------------ | ---------------- | -------- |
| 1990年（平成02年） |                    | 26,027           | [ * 1 ]  |
| 1991年（平成03年） |                    | 26,934           | [ * 2 ]  |
| 1992年（平成04年） |                    | 28,060           | [ * 3 ]  |
| 1993年（平成05年） |                    | 28,937           | [ * 4 ]  |
| 1994年（平成06年） |                    | 27,789           | [ * 5 ]  |
| 1995年（平成07年） |                    | 25,910           | [ * 6 ]  |
| 1996年（平成08年） |                    | 25,211           | [ * 7 ]  |
| 1997年（平成09年） |                    | 22,373           | [ * 8 ]  |
| 1998年（平成10年） |                    | 21,923           | [ * 9 ]  |
| 1999年（平成11年） |                    | 21,339           | [ * 10 ] |
| 2000年（平成12年） |                    | 20,868           | [ * 11 ] |
| 2001年（平成13年） |                    | 18,411           | [ * 12 ] |
| 2002年（平成14年） |                    | 18,285           | [ * 13 ] |
| 2003年（平成15年） | 36,999             | 18,167           | [ * 14 ] |
| 2004年（平成16年） | 35,361             | 17,542           | [ * 15 ] |
| 2005年（平成17年） | 35,198             | 17,438           | [ * 16 ] |
| 2006年（平成18年） | 35,338             | 17,422           | [ * 17 ] |
| 2007年（平成19年） | 36,838             | 18,367           | [ * 18 ] |
| 2008年（平成20年） | 37,314             | 18,783           | [ * 19 ] |
| 2009年（平成21年） | 36,434             | 18,441           | [ * 20 ] |
| 2010年（平成22年） | 35,150             | 17,781           | [ * 21 ] |
| 2011年（平成23年） | 33,870             | 17,153           | [ * 22 ] |
| 2012年（平成24年） | 34,858             | 17,595           | [ * 23 ] |
| 2013年（平成25年） | 35,829             | 18,134           | [ * 24 ] |
| 2014年（平成26年） | 35,845             | 18,141           | [ * 25 ] |
| 2015年（平成27年） | 36,498             | 18,469           | [ * 26 ] |
| 2016年（平成28年） | 36,790             | 18,610           | [ * 27 ] |
| 2017年（平成29年） | 38,039             | 19,245           |          |

## 車站周邊

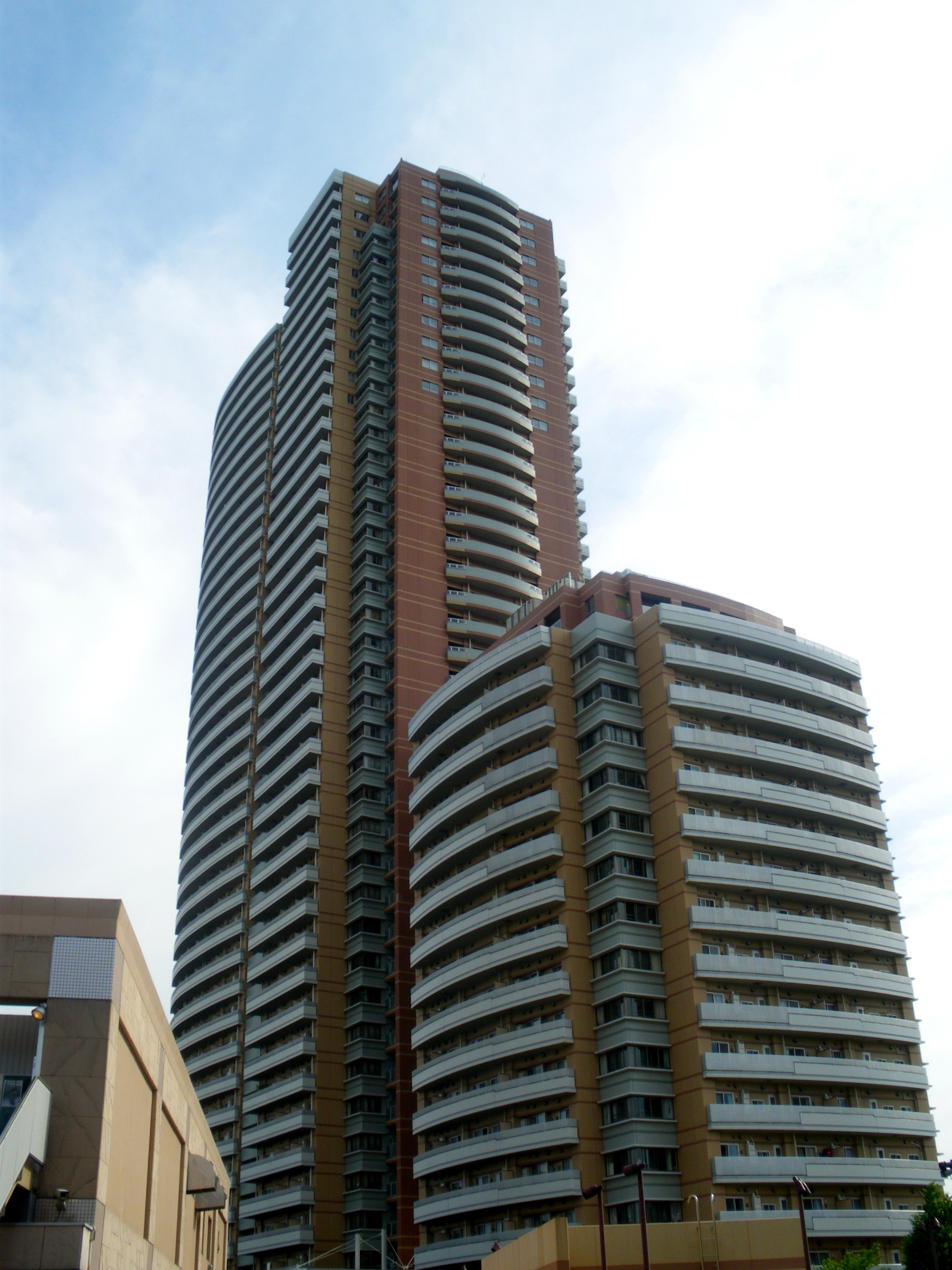
河田町Comfo Garden
（富士電視台舊址）

- 曙橋於外苑東通上建有天橋。天橋與靖國通呈立體交差。
- 河田町Confo Garden（日语：河田町コンフォガーデン）－是由富士電視台舊址重建而成的[6]。
- 中央大學市谷校區（日语：中央大学市ヶ谷キャンパス）（法科大學院、會計專門職大學院）
- 東京女子醫科大學
  - 東京女子醫科大學醫院
- 防衛省
- 警視廳第五機動隊
- 警視廳第一交通機動隊
- 新宿住吉郵便局
- 成女學園中學校、成女高等學校（日语：成女学園中学校・成女高等学校）
- 成城中學校、高等學校（日语：成城中学校・高等学校）
- SETSU MODE SEMINAR（日语：セツ・モードセミナー）
- 東洋美術學校（日语：東洋美術学校）
- ウィズ新宿（新宿區立之性別平等中心。附設圖書資料室。）
- 新宿歷史博物館（日语：新宿歴史博物館）
- 消防博物館（日语：消防博物館）（南下步行7分）
- 曙橋通（あけぼのばし通り）商店街（舊富士電視台通）
- 四谷三丁目站（東京地下鐵丸之內線，經外苑東通步行10分左右）
- 牛込柳町站（都營地下鐵大江戶線，同上）
- 若松河田站（都營地下鐵大江戶線）
- 全國骨髓銀行推進聯絡協議會（日语：全国骨髄バンク推進連絡協議会）事務局

### 巴士路線
皆由都營巴士運行。
 曙橋（A1、A2出口外）
- 白61：往新宿站西口（經新宿一丁目北）／往練馬車庫（櫻台）

 荒木町（A4出口往外苑東通四谷三丁目方向步行3分）
- 早81：往澀谷站東口／往早大正門（日语：早稲田大学早稲田キャンパス）

合羽坂下（A3、A4出口往靖國通市谷站方向步行3分）
- 高71：往九段下／往高田馬場站前、小瀧橋車庫
- 宿75：往三宅坂（日语：三宅坂）／往新宿站西口（東京女子醫大）

## 相鄰車站
都營地下鐵
 新宿線

■急行
通過
■各站停車
新宿三丁目（S 02）－曙橋（S 03）－市谷（S 04）

### 來源
東京都統計年鑑
1. ↑  .   [2016-07-10]. （原始内容存档于2016-03-05）.
2. ↑  .   [2016-07-10]. （原始内容存档于2016-03-05）.
3. ↑  .   [2016-07-10]. （原始内容存档于2013-08-15）.
4. ↑  .   [2016-07-10]. （原始内容存档于2013-02-03）.
5. ↑  .   [2016-07-10]. （原始内容存档于2013-02-03）.
6. ↑  .   [2016-07-10]. （原始内容存档于2013-02-03）.
7. ↑  .   [2016-07-10]. （原始内容存档于2013-02-03）.
8. ↑  .   [2016-07-10]. （原始内容存档于2016-03-04）.
9. ↑  東京都統計年鑑（平成10年）PDF
10. ↑  東京都統計年鑑（平成11年）PDF
11. ↑  .   [2016-07-10]. （原始内容存档于2016-03-04）.
12. ↑  .   [2016-07-10]. （原始内容存档于2016-03-04）.
13. ↑  .   [2016-07-10]. （原始内容存档于2017-07-29）.
14. ↑  .   [2016-07-10]. （原始内容存档于2017-07-29）.
15. ↑  .   [2016-07-10]. （原始内容存档于2017-07-29）.
16. ↑  .   [2016-07-10]. （原始内容存档于2017-07-29）.
17. ↑  .   [2016-07-10]. （原始内容存档于2017-07-29）.
18. ↑  .   [2016-07-10]. （原始内容存档于2017-07-29）.
19. ↑  .   [2016-07-10]. （原始内容存档于2017-07-29）.
20. ↑  .   [2016-07-10]. （原始内容存档于2016-03-26）.
21. ↑  .   [2016-07-10]. （原始内容存档于2016-03-27）.
22. ↑  .   [2016-07-10]. （原始内容存档于2016-03-25）.
23. ↑  .   [2016-07-10]. （原始内容存档于2016-03-27）.
24. ↑  .   [2016-07-10]. （原始内容存档于2016-03-22）.
25. ↑  .   [2016-07-10]. （原始内容存档于2017-07-30）.
26. ↑  .   [2019-02-12]. （原始内容存档于2018-11-09）.
27. ↑  .   [2019-02-12]. （原始内容存档于2019-05-02）.

## 外部連結
- 曙橋 - 東京都交通局